# راتیبور (ناحیه ییندریخوف هرادتس)
راتیبور (به چکی: Ratiboř) یک منطقهٔ مسکونی در جمهوری چک است که در ناحیه ییندریخوف هرادتس واقع شده‌است. راتیبور ۱۱٫۶۸ کیلومتر مربع مساحت و ۱۷۶ نفر جمعیت دارد و ۵۱۲ متر بالاتر از سطح دریا واقع شده‌است.